# Abdallah Deeb
Abdallah Khaled Deeb Salim (ur. 10 marca 1987 w Ammanie) – jordański piłkarz występujący na pozycji ofensywnego pomocnika lub napastnika, obecnie gra w drużynie Al-Salt.

## Kariera piłkarska
Abdallah Deeb jest wychowankiem drużyny Al-Wehdat Amman. W 2007 trafił na jeden sezon do bahrańskiego klubu Riffa Club. Potem powrócił do ojczyzny i podpisał kontrakt z Shabab Al-Ordon Club. W 2009 odszedł do belgijskiego KV Mechelen, jednak po roku znów występował w barwach Shabab Al-Ordon. Następnie grałw Al-Wehdat, Al-Orobah FC i Riffa Club. W 2015 wrócił do Al-Wehdat.
W reprezentacji Jordanii zadebiutował 18 października 2007 w przegranym 0:2 meczu eliminacji do MŚ 2010 z Kirgistanem. W 2011 został powołany na Puchar Azji 2011, a w 2015 na Puchar Azji 2015.